# PD-0298029
PD-0298029 je lek koji deluje kao selektivni antagonist za muskarinski acetilholinski receptor M4. On je razvijen za lečenje Parkinsonove bolesti, ali je zbog slabe biodostupnosti i brzog metabolizma njegova primena u životinjskim studijama ograničena. On se prvenstveno koristi u in vitro istraživanjima M4 i drugih muskarinskih receptora.